# Uniwersalizm papieski
Uniwersalizm papieski – idea średniowiecznej filozofii politycznej popularna w pełnym średniowieczu, zgodnie z którą papież miał sprawować pełnię władzy nad całym światem chrześcijańskim, a więc i władcami świeckimi. Doktryna zapoczątkowana przez Grzegorza VII w tzw. Dictatus Papae (1075).